# Жалсари
Жалсари́ (каз. Жалсары) — село у складі Кокпектинського району Абайської області Казахстану. Входить до складу Улкен-Букенського сільського округу.
Населення — 91 особа (2021; 159 у 2009, 231 у 1999, 319 у 1989).
Національний склад станом на 1989 рік:
- казахи — 100 %

Станом на 1989 рік село називалось Жансари, у радянські часи називалось також Дивінка.